# Cophinopoda disputata
Cophinopoda disputata är en tvåvingeart som beskrevs av Tsacas och Artigas 1994. Cophinopoda disputata ingår i släktet Cophinopoda och familjen rovflugor.
Artens utbredningsområde är Bangladesh. Inga underarter finns listade i Catalogue of Life.